# Церква адвентистів сьомого дня (Вінниця)
Адвенти́сти Сьо́мого Дня (скор. АСД; англ. Seventh Day Adventists, скор. SDA) — один із напрямків протестантизму, що виник у XIX столітті в США.
Так говорить Господь Саваот: Зверніть ваше серце до ваших доріг, А тепер зверніть но своє серце на час від цього дня й далі назад. Огія 1:7, 2:15

## Історія адвентизму у м. Вінниця
Кожна людина, що народилася в цьому світі, залишає після себе певний слід. Більшість слідів, як і сліди мандрівників у пустелі, швидко заносяться піском життєвих турбот і зникають, наче їх ніколи й не було. Можливо, ці сліди зберігаються лише в пам'яті найближчих людей, і то лише поки вони живі. Іноді на землі з'являються особистості, схожі на яскраві метеорити, які на мить осліплюють своїм спалахом, але швидко зникають у безвісті. Лише небагато з них залишають свій слід на сторінках історії завдяки своїм ідеям, думкам та спадщині, яку вони залишають.
Через самовідданих послідовників Ісуса Христа вістка про істину досягла і вінничан. 
У 1909 році, за свідченням братів Чорних — Семена Йосифовича, Петра Семеновича, Петра Парфімовича, Феодосія Онуфрійовича та інших членів церкви, які з 1903 року мешкали в селі Ворошилівка, їх було прийнято в громаду після хрещення проповідником Отто Вільдгрубе. Перші 14 осіб, серед яких і вони, склали основу місцевої громади. Починаючи з 1909 року, їх почали відвідувати члени церкви та служителі з Вінниці, серед яких Раус Георгій Андрійович і Горелік І.Г.
1910 рік ознаменувався початком обмежень релігійної свободи. Влада призначила спеціальних чиновників для нагляду за релігійною діяльністю. Незважаючи на це, істина продовжувала поширюватися завдяки безстрашним молодим християнам. Архівні документи підтверджують цей період. Наприклад, в обласному архіві зберігається справа прокуратури Вінницького окружного суду від 1913 року, у якій звинувачують Митрофана Крижановського у відкритті секти адвентистів і суботників. (Д.192 №3 96)
На запит прокурора Подільська духовна консисторія дала відповідь, що "секта адвентистів не є забороненою, але її вчення вважається шкідливим через вплив на національну свідомість та моральні підвалини суспільства".
15 листопада 1912 року розпочалися переслідування інакомислячих, багато хто був суджений та ізольований. Перша світова війна 1914 року принесла не тільки горе та голод, а й загострила репресії проти релігійних громад. Багато молитовних будинків було закрито, що на деякий час уповільнило поширення адвентизму.
Проте проповідь трьохангельської вісті не припинилася. Служителі, такі як Раус Георгій Андрійович, продовжували свою діяльність як у Вінниці, так і в селах Ворошилівка та Тростянець, підтримуючи вірних у цей складний час.

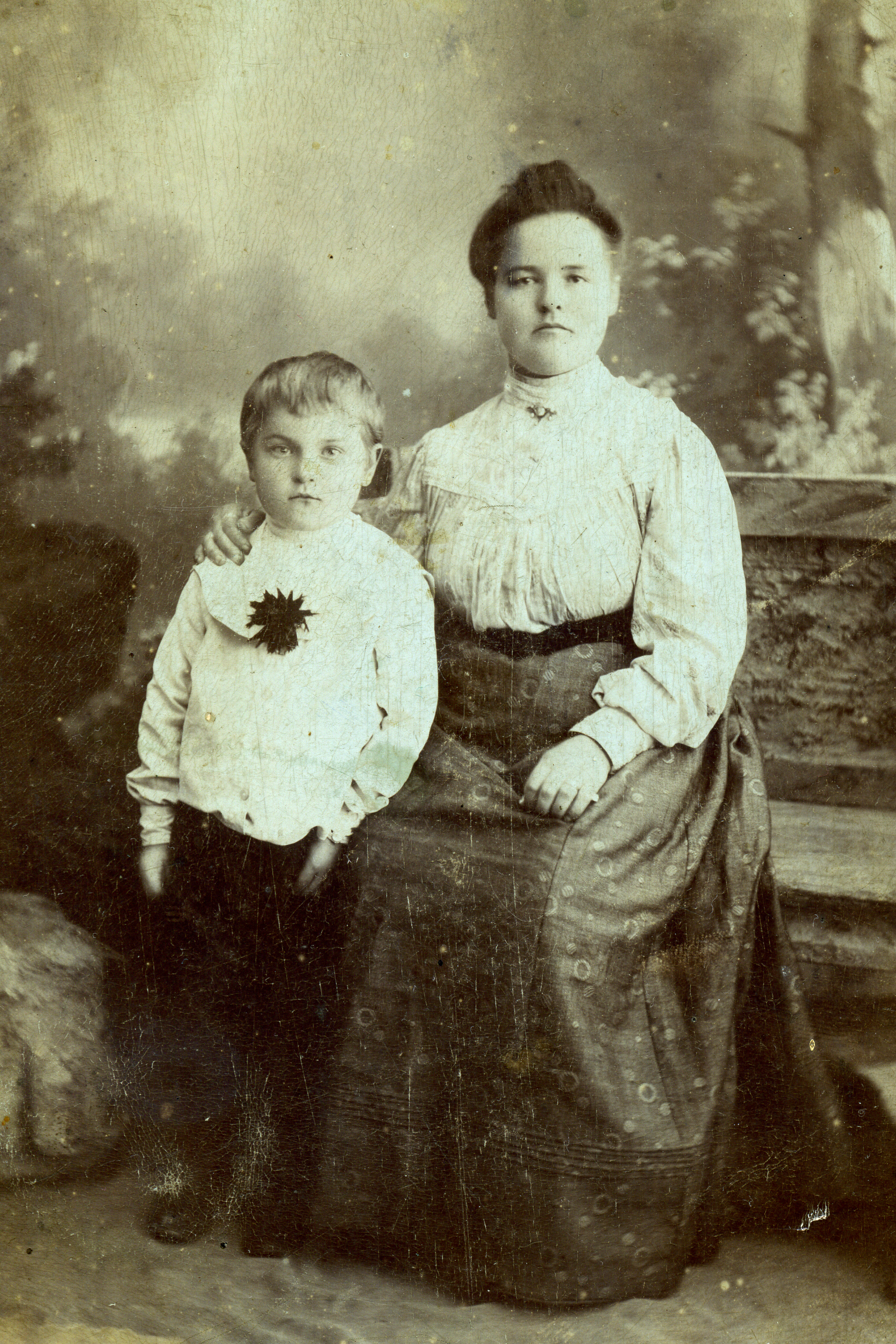
Орлова Н.В. з сином

Одним із прикладів служіння була діяльність сестри Орлової Немидори Василівни ( приїхала з Тиврова до Вінниці ), яка у 1918 році запросила на богослужіння Женю Шевчук, що врешті-решт призвело до її хрещення та приєднання до громади адвентистів.
Погодившись на пропозицію, шістнадцятирічна Женя Шевчук, йдучи дорогою, запитала: «Хто буде хреститися?» Брат Горелік, глянувши на неї, спокійно відповів: «Ти». Під дією Святого Духа, вона уклала завіт із Богом і завжди дякувала сестрі Орловій за відкриту їй істину. 
У 1918 році в Народному домі, який знаходився на Жовтневій площі (нині місце будівельного технікуму), вперше проводилася євангельська програма про Біблію та її пророцтва, що викликала зацікавленість серед місцевого населення.
Одного разу два брати-католики, проходячи повз молитовний будинок, почули гарний спів. Молодший з них зайшов усередину й побачив, що це співала Женя Шевчук. Спів і її особистість глибоко вразили його, і він разом зі старшим братом Казимиром почав відвідувати богослужіння, незважаючи на протидію з боку своїх батьків. Згодом обидва брати уклали завіт із Богом, а молодший, Адольф, вирішив одружитися з Євгенією. 
У 1923 році відбулося їхнє весілля — перше шлюбне церемонію серед членів Вінницької громади. Євгенія Шевчук взяла прізвище Домашевська.
На той час пресвітером громади був Микола Матвійович Барановський, а обласним проповідником — Георгій Андрійович Раус. 
У 1924 році громада складалася вже з 60 членів. Її активно підтримували брати Феодосій Животенко, Степан Кулизький та представник Тульчинської громади Коляденко.
У жовтні 1925 року у Вінниці відбувся перший з'їзд християн Адвентистів Сьомого Дня Подільського об'єднання. На з'їзді, який проводив Іван Олександрович Львів із Києва, були присутні 501 член церкви. Це ознаменувало період активного зростання в Подільському об'єднанні. Вінницьку громаду часто відвідували служителі Мелхіор Оскерко та Антон Гріненко. Молитовний будинок громади знаходився на вулиці Пролетарській (нині Островського).
У 1928 році уповноважений Подільського об'єднання Самуїл Ткаченко переніс молитовні збори на вулицю Ленінську. З серпня того ж року пасторське служіння у Вінниці почав здійснювати Степан Кулизький. Однак у той час розпочалися важкі роки репресій, переслідувань і арештів багатьох служителів та членів церкви. Їх оголошували ворогами народу та відправляли до далеких таборів, звідки більшість не повернулася.
У період Другої світової війни (1941–1945) служителі, ризикуючи життям, під покровом ночі продовжували відвідувати членів церкви, духовно підтримуючи їх та нагадуючи обітниці Божі. 
Брати Василь Яковенко  та Олександр Васюков були одними з тих, хто активно підтримував громаду під час війни.
Є також свідчення про те, як під час війни брат Теднюк і його супроводжуючий несли десятину від громади села Овсяники до станції Козятин. Їх зупинили поліцаї, які спробували конфіскувати кошик із медом, що був частиною десятини. Брат Теднюк попередив, що це Божа частина, і Бог покарає тих, хто її забере. Поліцаї, посміявшись, забрали мед. Між ними розпочалася суперечка, яка закінчилася тим, що один із них кинув банку з медом у ставок, а інший вистрілив у свого товариша. В результаті обидва загинули, і громада побачила в цьому Божий суд.
Попри всі переслідування, віра та надія віруючих не згасли. Церква залишалася міцною завдяки своєму заснуванню на наріжному камені — Христі. Вірні передавали естафету віри наступним поколінням, і навіть у найважчі часи смолоскип істини не згасав, а продовжував горіти в серцях послідовників Христа.
Післявоєнний період став часом відновлення церковних громад, зруйнованих війною. Багато служителів і членів не повернулися, їхні могили залишилися невідомими. Однак надія на виконання Божої обітниці, про яку говориться: «Приготувавши місце, прийду за вами, щоб взяти вас до Себе», підтримувала тих, хто залишився вірним.
Члени громади, що залишилися після війни, почали шукати одне одного і збиратися разом для прославлення Бога. Збори проходили за адресою вул. Тиврівська 21, а пізніше — на вул. Енгельса ( Дубовецька, сучасна назва ), де громада збиралася до 1950 року.
У лютому 1949 року до Вінницької громади був запрошений В.І. Пролінський як біблійний працівник.   3 березня 1951 року він був рукоположений у сан пресвітера і згодом став помічником обласного проповідника С. Кулизького. 
У 1950 році за сприяння Кулизького громада придбала будинок молитви на вул. Покришкіна 9 (Приймаченко, сучасна назва). Протягом повоєнних років Тихон Харитонович Берюзов незмінно служив церкві разом із Маркіяном Бакуліним та Мефодієм Івасишиним.

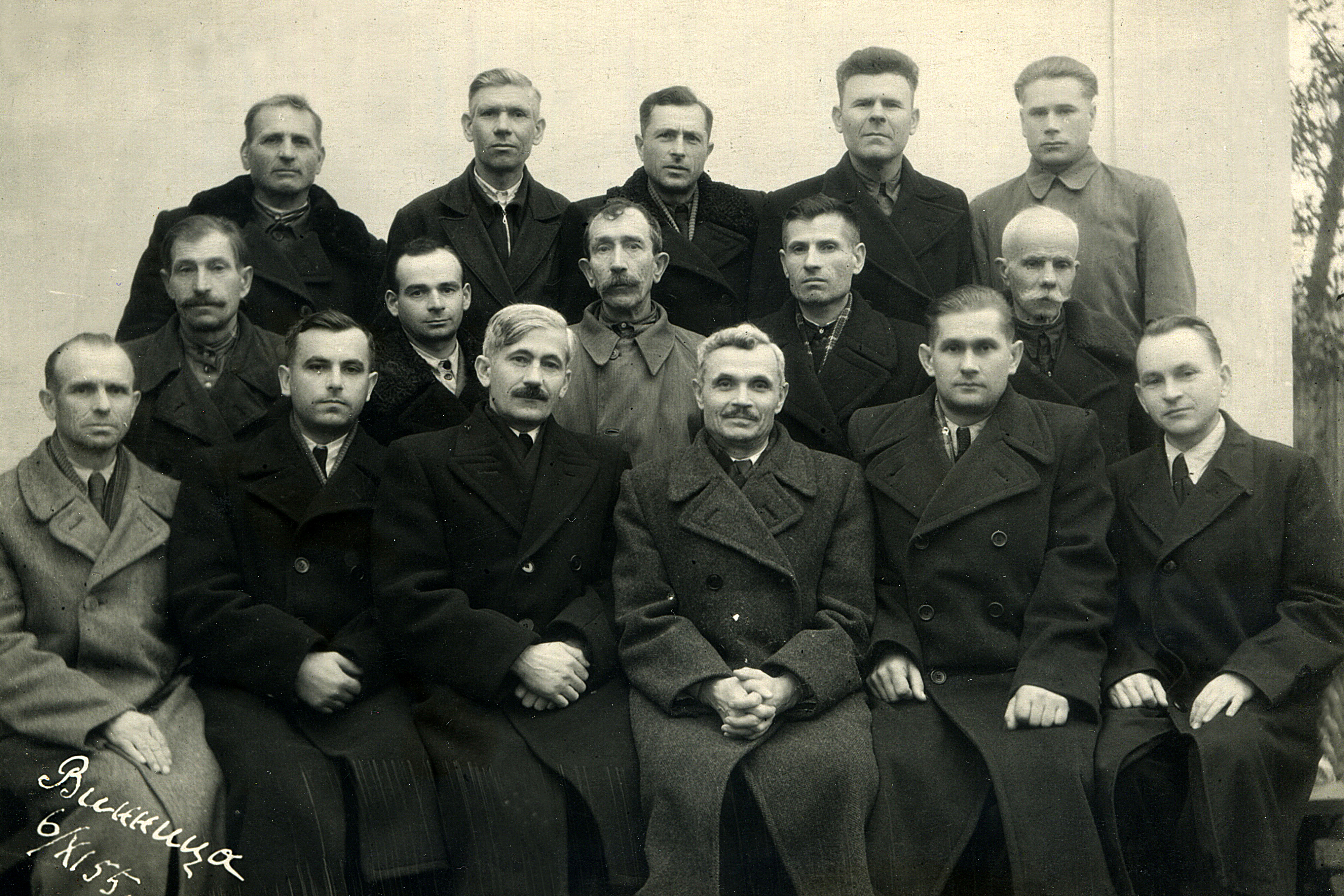
Кулизький С.П., Колбач Д. К., Комаров В. О.

У 1950 році до Вінниці переїхав Віктор Олександрович Комаров  як біблійний працівник. 
У 1950 році його рукопоклали в сан пресвітера, а через чотири роки — на проповідника. Він організував місіонерську школу під назвою «Понеділок», де вивчали гомілетику, догматику та практичне проповідування.
З 1954 по 1958 рік служителем громади був Дмитро Купріянович Колбач. В цих роках брала духовний старт сім'я Миколи Арсентьйовича Жукалюка (1958р. ) 
У 1959–1967 роках Іван Арсентійович Вишневський очолював громаду, за його служіння був організований духовий оркестр.  Незважаючи на репресії, вигнання з роботи та інші труднощі, громада залишалася згуртованою і духовно зростала.
З 1966 по 1980 рік керівником громади був Вілліс Станіславович Нейкурс, який сприяв активному розвитку молодіжного служіння. У цей період був створений естрадний оркестр, який брав участь у служіннях, таких як весілля та посвяти молитовних будинків. Особлива увага приділялася дитячому відділу. 
У 1972–1978 роках Іван Федорович Хіменець активно займався служінням, спрямованим на підвищення духовних якостей віруючих.
У 1979–1985 роках служителем громади був Іван Петрович Черничко. У цей період церкву відвідували представники Генеральної конференції адвентистів та брати з Румунії, що сприяло обміну досвідом і натхненню для місцевої громади.
З 1981 року керівництво Подільською конференцією здійснював Віталій Іванович Пролінський. 
У 1984 році до Вінниці був переведений Володимир Володимирович Олексієнко, який активно брав участь у реконструкції молитовного будинку на вул. Покришкіна 9.
З 1988 року пресвітером громади був Юрій Філонович Святецький. У 1989 році, після реконструкції молитовного будинку, було проведено його перепосвячення. 
У 1991 році керівником Подільської конференції став Григорій Галан, а пастором громади — Юрій Святецький. За активної участі євангеліста Ройса Вільямса була утворена друга громада у м. Вінниці, яка згодом отримала назву Центральна.
2003 р. — проведено Євангельську програму за участю брата із Австралії, Батта, після якої організували громаду № 3.
2006 р. м. Вінницю відвідав євангелист Антонюк О. Створено громаду № 4.
2008 р. — вдруге брат Антонюк О. проводить Євангельську програму і утворюється громада № 5.

## Історія церкви Вінниця-1

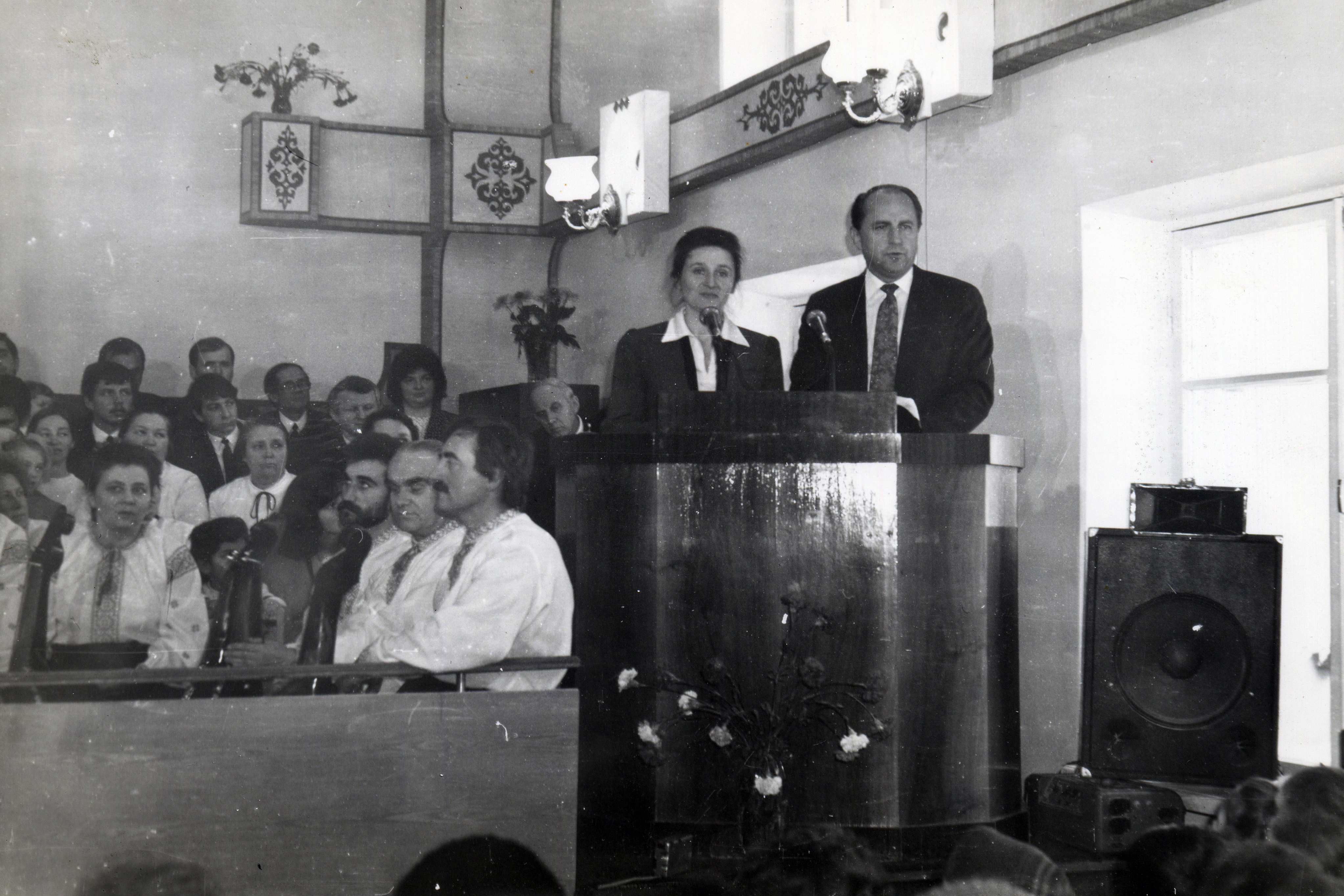
1989 рік — посвячення молитовного будинку (після реконструкції та перебудови в зв'язку з численним ростом громади) по вул. Покришкина, (Приймаченко) 9.

1909 р. — перші згадки про Адвентистів Сьомого Дня у м. Вінниця;
1910 р. — припинення релігійної свободи із застосуванням репресій щодо вірян;
1912 р. — група вірян налічує 12 осіб;
1914 р. — Перша світова війна. Молитовні будинки закриті, права вірян обмежені, але незважаючи на це проповідь звершується Раусом Георгієм Андрійовичем;
1918 р. — вперше проводиться Євангельська програма в Народному домі (на теперішній час будівельний технікум);
1923 р. — у Вінницькій громаді здійснюється перше вінчання Домашевського Казимира та Шевчук Євгенії. На той час служіння звершували: Раус Г. А.(обласний проповідник), Домашевський К. І.(секретар), Барановський М. М. (пресвітер);
1924 р. — громада налічує 60 членів. Служителі: Животенко Ф. О., Кулижський С. П. та Коляденко;
1925 р. — (7-11 жовтня) I з'їзд АСД Подільського об'єднання, який проводив Львов І. О.. Громада налічує 501 члена церкви. Дім молитви знаходиться по вул. Пролетарська (на сьогодні вул. Островського);
1928 р. — Молитовні зібрання переносяться на вул. Ленінська. Пастор церкви Кулижський С.;
1930—1945 рр. — період гонінь, репресій, виселень; Друга світова війна, проте церква продовжує жити в надії та живій вірі;
1949 р. — біблійний працівник, а згодом пресвітер громади Пролінський В. І. Молитовний будинок знаходиться по вул. Тиврівська, пізніш по вул. Енгельса.;
1950 р. — придбано молитовний будинок по вул. Покришкіна,9 . Служили громаді брати: Комаров В. О., Березов Т. Х., Бакулин М., Івасишин М.;
1954 р. — Колбач Д. К. обласний проповідник;
1955—1958 рр. — служителем церкви був Жукалюк М. А.;
1959—1967 рр. — Вишневський І. А. пастор церкви. Організовано струнний оркестр;
1966—1980 рр. — служителем Подільського об'єднання стає Нейкурс В. С.;
1966—1971 рр. — служіння звершує Зінюк М. Г.
1972—1978 рр. — служить в громаді Хімінець І. Ф.;
1979—1985 рр. — пастор церкви Черничко І. П.;
1981—1988 рр. керівник церкви на Поділлі Пролінський В. І.;
1984 р. — з м. Житомир переведено пастора Алексеєнка В. В. Проведено реконструкцію молитовного будинку по вул. Покришкіна,9;

1989 р. — посвячення молитовного будинку;
1991 р. — керівник церкви на Поділлі Галан Г. Г., пастор церкви Святецький Ю. Ф. Проведено Євангельську програму за участю Ройса Вільямса, після якої організували громаду № 2 (на сьогодні «Центральна»);
1993 р. — м. Вінницю відвідав євангеліст Ларі Лайтенвольтер, організовано ще одну громаду нині № 2;
1992—1996 рр. — пастор церкви Сушко Я. М.
1996—1998 рр. — пастор церкви Воронюк А. Й.
1998—2000 рр. — пастором церкви Рибачука О. М.
2000—2002 рр. — пастор церкви Кіт В. Н.
2003—2008 рр. — пастором церкви Сугоняко В. Я.
2008—2010 рр. — пастором церкви Пилипчук В. В.
2010—2016 рр. — пастором церкви Сич В. В.
2016—2023 рр.— пастор церкви Мацюк М. В.
2023 р.— пастор церкви Стангеліні Жан-Пауло Жан-Пауло
2024 р. — рішенням виконавчого комітету Подільської Конференції за згодою рад громад Вінниця-1 та Вінниця-5 відбулося об’єднання громад. Було обрано назву Вінниця-1, до якої приєдналася група с. Тростянець.
Станом на 14.11.2024 р. чисельність громади становить 229 осіб.